# Norma Thrower
Norma Thrower (Adelaida, Australia, 5 de febrero de 1936) fue una atleta australiana, especializada en la prueba de 80 m vallas en la que llegó a ser medallista de bronce olímpica en 1956.

## Carrera deportiva
En los JJ. OO. de Melbourne 1956 ganó la medalla de bronce en los 80 m vallas, con un tiempo de 11.0 segundos, llegando a meta tras su paisana australiana Shirley Strickland de la Hunty que con 10.7 segundos batió el récord olímpico, y la alemana Gisela Köhler (plata con 10.9 s).